# Miguel Espinoza Verdejo
Miguel Espinoza Verdejo (16 de diciembre de 1946, Antofagasta, Chile) es un filósofo chileno-francés de la naturaleza y de la ciencia. Es autor de una vasta obra en su dominio que emana de sus tres culturas científico-filosóficas: Hispánica, Anglosajona y Francesa (https://unistra.academia.edu/MiguelESPINOZA). Su obra está centrada en el problema de la inteligibilidad de la naturaleza, asunto sobre el que ha publicado artículos y libros, en su gran mayoría en francés, motivo por el que buena parte de su trabajo es desconocido en Chile.

## Vida y obra

### Inicios
Nació en Antofagasta, Chile, el 16 de diciembre de 1946. Cursó sus estudios primarios y secundarios primero en el Colegio Corazón de María y luego en el Colegio San Luis.

### Estudios y etapa temprana como filósofo
En 1968 recibió el premio al mejor estudiante latinoamericano del programa «English as a Second Language» en la Universidad del Sur de Illinois Carbondale. Obtuvo la beca del Programa Latinoamericano de Becas de Universidades Americanas (L.A.S.P.A.U.), que le permitió licenciarse en Filosofía en 1970 en el Williams College, Massachusetts, grado obtenido cum laude con honores en Filosofía. Ese año recibió el premio del Programa Latinoamericano de Becas de Universidades estadounidenses. En 1974 se doctoró en Filosofía por la Universidad de Washington en San Luis, Misuri, y en 1993, en la Universidad de Estrasburgo, obtuvo la Habilitation à Diriger des Recherches en Philosophie des Sciences. Entre 1971 y 1974, durante sus estudios de doctorado, impartió algunos cursos en la Universidad de Washington en San Luis, Estados Unidos. En 1975, Miguel Espinoza fue elegido por los alumnos como el Mejor Profesor de la Universidad del Norte. Enseñaría en Chile entre 1975 y 1981. En 1976 contrajo matrimonio en Chile con la profesora francesa de psicología y psicofisiología Odile Reynier. Durante la dictadura militar encabezada por Augusto Pinochet, Espinoza se mostró como contrario al régimen. La filosofía en Chile vivió una época de depuración universitaria de la plantilla de profesores críticos, cuando no directamente una persecución abierta, por lo que Miguel Espinoza tuvo que abandonar su país natal, instalándose con su familia en Francia.

### Vida académica en el extranjero
Trabajó temporalmente en varias universidades hasta que fue destinado definitivamente a la Universidad de Estrasburgo. En las universidades donde trabajó, organizó un Seminario sobre Ciencia y Metafísica en el que participaron científicos y filósofos como René Thom y Jacques Merleau-Ponty.
Es miembro del Comité Científico de una decena de revistas de filosofía de varios países. Entre 1998 y 2012, en Francia, fue miembro del Comité Nacional de Universidades, sección 72, Filosofía e Historia de la Ciencia, Lógica, Epistemología. Desde 1990 hasta la actualidad ha sido Experto Internacional en Filosofía de la Ciencia de la Comisión Nacional de Investigación Científica y Tecnológica del Gobierno de Chile (CONICYT).

### Filosofía de la naturaleza
En 2008 fundó en París el Círculo de Filosofía de la Naturaleza. Se trata de una sociedad interdisciplinar y trilingüe (inglés, francés, español) que cuenta con más de un centenar de profesores e investigadores de varios países. Su objetivo es contribuir al renacimiento de la filosofía de la naturaleza. Con este fin, se organizan congresos y seminarios y se publica la revista Scripta Philosophiæ Naturalis.
La filosofía de la naturaleza de Miguel Espinoza es un naturalismo universal. A diferencia del naturalismo tradicional, el naturalismo universal no es fisicalista ni cientificista. Es una metafísica realista que precede a la ciencia, está subyacente a ella y la prolonga. Así, esencial a esta filosofía de la naturaleza de M. Espinoza es la idea según la cual la ciencia y la filosofía forman un continuo. En la meditación sobre la naturaleza la ciencia y la filosofía son dos aspectos complementarios y mutuamente dependientes. Entre sus tesis principales están las siguientes : Las entidades y los procesos naturales son intrínsecamente inteligibles. La razón, el sentido y la verdad existen en las cosas antes de existir conscientemente en nuestros intelectos. Por esta razón, la intuición, el conocimiento reflexivo y la comprensión son la proyección de la inteligibilidad de las entidades y procesos naturales en nuestras mentes, que también son naturales. Nuestro intelecto es un sistema emergente que muestra, aunque no exclusivamente, propiedades y restricciones biológicas, físicas y matemáticas. Del hecho de que la naturaleza sea una red compacta de relaciones causales se deduce, en primer lugar, que explicar y comprender significa ascender en la "escalera de la necesidad"; en segundo lugar, que la naturaleza es continua. Desde un punto de vista epistemológico, es posible distinguir varios estratos naturales: matemático, físico, químico, biológico, psíquico y sociocultural. Todos ellos están presentes, por ejemplo, en nuestra propia persona, que, sin embargo, es vivida y experimentada como una unidad. El carácter enigmático de la continuidad real y natural entre los estratos epistemológicamente distinguibles se debe a que no disponemos de los conceptos idóneos para describir y explicar las relaciones causales entre ellos. A su vez, la ausencia de tales conceptos se debe, en última instancia, al hecho de que el continuo es indescriptible con los sistemas de símbolos compuestos, como lo son todos, de símbolos discretos.  

## Selección de libros
- El evento de entender, Dirección de Investigación, Universidad Austral de Chile, 1978.
- Análisis de la imaginación, Universidad Austral de Chile, 1980.
- Essai sur l'intelligibilité de la nature, Éditions Universitaires du Sud, Toulouse, 1987.
- Théorie de l'intelligibilité, 1a éd. Éditions Universitaires du Sud, Toulouse, 1994, 2a éd. Ellipses, Paris, 1998.
- La science : les mathématiques, l'expérience, la logique, Ellipses, Paris, 1996.
- Les mathématiques et le monde sensible, Ellipses, Paris, 1997.
- Philosophie de la nature, Ellipses, Paris, 2000.
- De la science à la philosophie. Hommage à Jean Largeault, L'Harmattan, Paris, 2001.
- Pensar la ciencia (con Roberto Torretti), Tecnos, Madrid, 2004.
- Théorie du déterminisme causal, L’Harmattan, Paris, 2006.
- Repenser le naturalisme, L'Harmattan, Paris, 2014.
- La Matière éternelle et ses harmonies éphémères, L'Harmattan, Paris, 2017.
- Pensar la naturaleza. Epistolario filosófico, Uniediciones, Bogotá, 2020.
- A Theory of Intelligibility. A Contribution to the Revival of the Philosophy of Nature, Thombooks Press, Toronto, Ontario, 2020 (reissue)
- La Hiérarchie naturelle. Matière, vie, conscience et symbole, L’Harmattan, Paris, 2022.
- Épistémologie contemporaine, Ellipses, Paris, 2024.
- Numerosos ensayos accesibles en este sitio: https://unistra.academia.edu/MiguelESPINOZA

Tiene varios artículos publicados en la Encyclopédie Philosophique, P.U.F., Paris, section Logique, Mathématique, Épistémologie et Philosophie des sciences.